# Anders Rowe
Anders James Rowe (ur. 9 maja 2002 w Weymouth) – brytyjski żużlowiec.

## Przynależność klubowa
Wielka Brytania
- Kent Kings (2018)
- Somerset Rebels (2019–2020)
- Redcar Bears (2021)
- Ipswich Witches (2021–)

Polska
- Kolejarz Rawicz (2020–2021)
- Stal Gorzów Wielkopolski (2022)
- H69 Speedway Rzeszów (2023)
- KS Toruń (2024–)